# ウィッテン指数
場の量子論や統計力学において、逆温度 β でのウィッテン指数 (英: Witten index) は、標準的な分配函数の変形
{\displaystyle \operatorname {Tr} [(-1)^{F}e^{-\beta H}]}
として定義される。(−1)F に注意、ただし F はフェルミオンの数演算子。これが通常の分配函数との違いである。
超対称性の理論では、各々の非零エネルギー固有値は、同じ個数のボゾンの数とフェルミオンの数を含んでいる。これにより、ウィッテン指数は温度と独立であり、零エネルギーのボゾンの真空状態の数からフェルミオンの真空状態の数を引いた値を与える。特に、超対称性が破れると、零エネルギーの基底状態が存在せず、ウィッテン指数は 0 に等しくなる。
超対称性を持つ場の理論のウィッテン指数は、オイラー特性数で与えられる。
{\displaystyle {\textrm {Tr}}[(-1)^{F}e^{-\beta H}]=\sum _{p\in \mathbb {Z} }(-1)^{p}b_{p}=\chi (M)\ .}
これは、準位相的な量の例であり、ラグランジアンのD-項には依存せず、F-項(F-term)のみに依存する。2つのパラメータの変形の族を持つフェルミオン数演算子の右移動部分(righta-moving)のみを使いウィッテン指数を構成すると、2-次元のさらに精密化された不変量は楕円種数である。